# Ioan Alecu
Ioan Alecu (* 30. März 1944 in Ploiești; † 8. Juni 2011) war ein rumänischer Fußballspieler.

## Sportlicher Werdegang
Alecu wurde 1965 von Nicolae Proca entdeckt, der ihn zu Steagul Roșu Brașov holte. Dort spielte der Abwehrspieler, der über 100 Partien für den Verein bestritt, unter anderem auch auf internationaler Ebene im Messestädte-Pokal 1965/66, in dem die Mannschaft erst in einem Entscheidungsspiel gegen Espanyol Barcelona scheiterte. 1970 wechselte er aufgrund seines Studiums zu Politehnica Iași, kehrte aber später nach Brașov zurück. Verletzungsbedingt musste er jedoch seine Karriere beenden und arbeitete später als Kinder- und Jugendtrainer.